# Dávid Góliát fejével (Caravaggio-kép, Madrid)
A Dávid Góliát fejével című festmény Caravaggio alkotása, a madridi Prado gyűjteményének része.
Caravaggio azt a pillanatot ábrázolta képén, amikor Dávid parittyájával a földre sújtotta a filiszteus harcost, Góliátot. A történetet így meséli el az Ószövetség: Amikor a filiszteus elindult és Dávid felé közeledett, Dávid hirtelen kilépett a sorból és a filiszteus felé futott. Közben belenyúlt a táskájába, kivett egy követ, elhajította a parittyájából és homlokon találta a filiszteust. A kő behatolt a homlokába, úgyhogy arccal a földre bukott. Így Dávid legyőzte parittyával és kővel a filiszteust, eltalálta és megölte, jóllehet nem volt Dávidnak kard a kezében. Dávid akkor odaszaladt, rálépett a filiszteusra, a kardja után nyúlt, kirántotta hüvelyéből és megölte: levágta a fejét. 
A képről egyértelműen először egy 1794-es dokumentum, a madridi Buen Retiro palota leltára tesz említést 1118-as szám alatt, amely jól látható a kép jobb alsó sarkában. A szöveg megadja a festő nevét és a kép címét, valamint a festmény nagyságát varában, egy kasztíliai mértékegységben. A méretek azonban nem egyeznek a Prado gyűjteményében lévő kép nagyságával: a mai 110 centiméter helyett 167 centiméteresnek kellene lennie az alkotásnak. A különbség adódhat korabeli mérési hibából vagy a leltárban való rögzítésekor elkövetett gondatlanságból, de abból is, hogy levágtak a festményből egy nagyobb csíkot 1794-ben.
Caravaggio képéről több másolat is készült a 17. században, amelyek alapján elképzelhető, hogy milyen lehetett az eredeti mű. Ezeken a festményeken teljes nagyságában látható Góliát kardjának markolata és a kavics, amellyel Dávid eltalálta ellenfelét. Ezek a Pradóban kiállított képen csak részlegesen láthatók. A spanyol múzeum gyűjteményében 1849-ben vették először leltárba a festményt, 2081-es számon. A szám olvasható a mű bal alsó sarkában. 1872-ben, 1901-ben és 1910-ben ismét listázták a képet. Azt nem tudni, hogy az alkotás mikor került Spanyolországba, de a madridi másolatok alapján feltételezhető, hogy az elkészülését követő korai fázisban történhetett ez meg.
Elképzelhető, hogy a festmény Giulio Rospigliosi, a későbbi IX. Kelemen pápa révén került Spanyolországba. Rospigliosi Galeotto Uffreducci, a Santa Maria Maggiore-bazilika kanonokjának 1643. január 26-án keltezett végakarata szerint lett a festmény tulajdonosa. A leendő pápa 1644-ben pápai nunciusként Madridba utazott, ahova – családjának írt levelei alapján – háztartását is magával vitte. Rospigliosi kilenc éven át tartózkodott Spanyolországban, ez idő alatt láthatta IV. Fülöp spanyol király gyűjteményt, és lehet, hogy egyes műtárgyakat végül Madridban hagyott.
Caravaggio szerzőségét többször megkérdőjelezték, csak az 1946–1947-es felújítás után, 1951-ben mondta ki Roberto Longhi művészettörténész, hogy a Dávid Góliát fejével az itáliai mester alkotása. A festményt röntgennel is megvizsgálták, ami kimutatta, hogy Góliát fejét eredetileg másként, közvetlenül a halál utáni pillanatban ábrázolta Caravaggio, és rendkívül emlékeztetett arra, ahogy Holofernész fejét vagy a Medusát ábrázolta korábban. A végső változat kevésbé felkavaró, lehet, hogy az alkotó a megrendelő kérésére változtatott az arcvonásokon.
A művész két másik hasonló témájú képet is festett, egyik a Bécsi Szépművészeti Múzeumban, a másik a római Galleria Borghesében van.